# Dicarca fluviatilis
Dicarca fluviatilis là một loài ruồi trong họ Tachinidae.